# Valentino nero
Il Valentino Nero è un vitigno a bacca nera che viene coltivato in Piemonte, ma è stato inizialmente coltivato presso il centro di ricerca di Conegliano in Veneto. Nel 1936, il suo creatore, Giovanni Dalmasso, affermò che l'uva era un incrocio di due Vitis vinifera piemontesi, il Nebbiolo e il Dolcetto. La profilazione del DNA effettuata nel 2009 ha dimostrato che il Valentino nero è stato ricavato dall'uva da vino francese Chatus e Dolcetto.

## Storia e relazione con altre uve

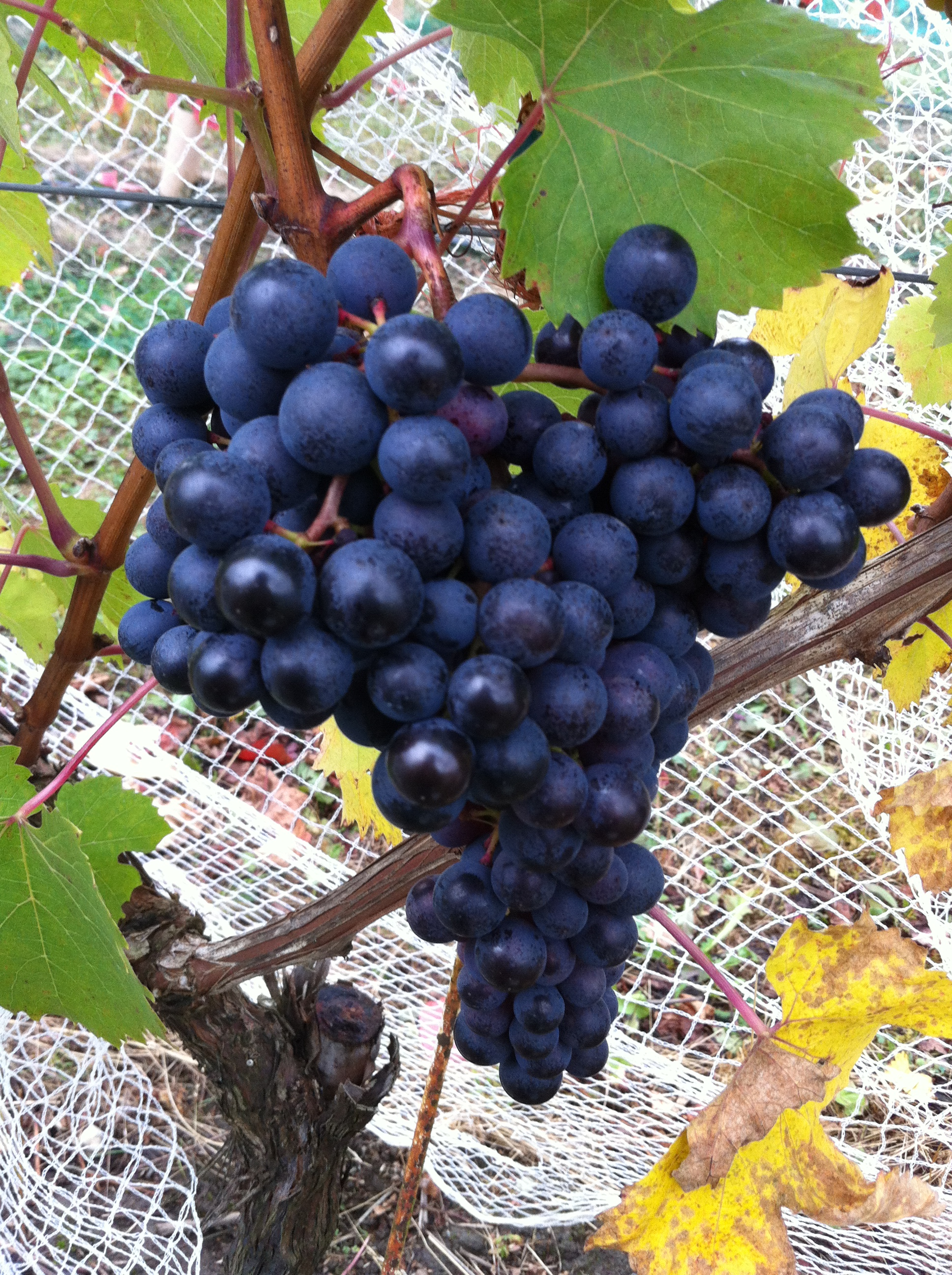
Dolcetto, una delle vigne madri di Valentino nero.

Il Valentino Nero è stato creato dall'agronomo Giovanni Dalmasso presso il centro di ricerca di Conegliano nel 1936. Quando Dalmasso rilasciò la varietà, affermò che si trattava di un incrocio di Nebbiolo (un vitigno utilizzato nel Barolo e Barbaresco) e Dolcetto (un'altra varietà piemontese). L'uva è stata ufficialmente approvata per l'uso nella produzione vinicola italiana nel 1977.
Nel 2009, l'analisi del DNA ha mostrato che il "Nebbiolo" usato per il Valentino non era il vitigno Nebbiolo di Barolo, ma piuttosto un vitigno francese della regione dell'Ardèche, Chatus, che è conosciuto come Nebbiolo di Dronero in Piemonte. Il Dolcetto invece è stato confermato come una delle varietà padre, l'incrocio del Chatus e Dolcetto rende il Valentino nero un fratello dei vitigni veneti Passau e San Martino.

## Regioni vinicole

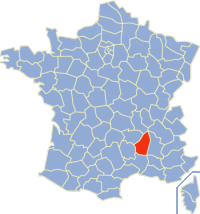
La regione dell'Ardèche in Francia da cui proviene l'altra varietà padre di Valentino Nero, Chatus.

Nonostante il Valentino nero sia stato creato per la prima volta nel Veneto, oggi si trova quasi esclusivamente in Piemonte con piantagioni molto limitate.

## Sinonimi
Nel corso degli anni, il Valentino Nero è stato denominato con una varietà di sinonimi tra cui: Dalmasso 16-8, Incrocio Dalmasso 16/8, Incrocio Dalmasso XVI / 8 e Valentino.